# Gaius Servilius Glaucia
Gaius Servilius Glaucia († konec 100 př. n. l.) byl římský politik, který zastával v roce 100 př. n. l. úřad praetora. Stal se známým tím, že se pokusil neústavním způsobem kandidovat na konzula pro následující rok, ale byl koncem roku během volebních nepokojů a politického násilí zabit.

## Kariéra
Glaucia pravděpodobně pocházel z rodu, jehož někteří předkové se stali konzuláry, což z něj činilo příslušníka nobility. Svoji veřejnou kariéru započal nějaký čas před rokem 109 př. n. l. či 107 př. n. l., kdy zastával úřad quaestora.
V roce 104 nebo 101 př. n. l. zastával Glaucia úřad tribuna lidu. Každopádně se jeho tribunát konal rok před tribunátem Lucia Appuleia Saturnina, ačkoliv přesné údaje nelze s jistotou určit vinou nejasností plynoucích z Appiánova popisu. Během svého tribunátu schválil legislativu, která přenesla složení porot u stálého soudu pro vydírání (latinsky quaestio perpetua de repetundis) ze senátorského stavu na equity . Tímto zákonem také stanovil vymáhání prostředků získaných vydíráním od konečných příjemců, nikoli pouze od odsouzených; zákon také zakazoval odsouzeným odvolávat se k lidovému shromáždění. Jeho funkční období skončilo skandálem; když předsedal volbám nástupců do úřadu tribuna lidu, byl úspěšný kandidát jménem Nunnius (nebo Nonius) zavražděn a jako náhradník byl zvolen Saturninus.
Censor Quintus Caecilius Metellus Numidicus se v roce 102 př. n. l. neúspěšně pokousil vyloučit Glauciu ze senátu. Příští rok byl Glaucia zvolen praetorem na rok 100 př. n. l. a projevil se jako politický spojenec konzula Gaia Maria a Saturnina. Saturninus zahájil legislativní program, který se snažil rozšířit okruh příjemců bezplatně rozdávaného obilí, založit kolonie veteránů v provinciích, dát Mariovi pravomoci udělovat římské občanství a přerozdělit půdu zabavenou Kimbrům (germánskému kmeni, který Marius porazil v předchozím roce). Legislativa, která byla doprovázena násilím a v rozporu s náboženským právem, vzbudila pohoršení i tím, že Saturnin byl zvolen opětovně do tribunátu také násilím.

## Smrt
Datum smrti Glaucii je sporné. Appiános tvrdí, že se Saturninem zemřeli 10. prosince 100 př. n. l. Někteří moderní historikové, včetně Ernsta Badiana a Emilia Gabby, se domnívají, že toto datum je chybné a Appiánova tvrzení jsou v rozporu s římským volebním postupem. To, že Appiánovo vyprávění je pro toto údobí chybné, je obecně přijímáno.
Bez ohledu na to je vyprávění o jeho smrti popsané Appiánem i do značné míry neslučitelné s Ciceronovým spolehlivějším popisem událostí roku 100 př. n. l. Glaucia se toho roku pokusil kandidovat na konzulát, a pokud by byla jeho kandidatura přijata, díky své obrovské popularitě by byl pravděpodobně zvolen. Jeho kandidaturu však odmítl předsedající úředník, v tomto případě téměř jistě Marius. Appiános místo toho uvádí, že Glaucia v průběhu voleb zaostával za svým soupeřem Gaiem Memmiem; Appiános tvrdí, že pro zajištění svého vítězství ve volbách nechal Glaucia během comitií před zraky lidí Memmia zavraždit. 
Badian se vzhledem k Ciceronovým tvrzením o popularitě Glaucii domnívá, že se Saturninus a Glaucia místo toho snažili prosadit lidové hlasování s cílem zvrátit Mariovo rozhodnutí a nařídit přijetí Glauciovy kandidatury. Poté, co Saturninus nechal zavraždit Memmia, pravděpodobně po útěku před náhlým výbuchem nepokojů narušujících comitie, obsadil Kapitol a svolal tam lidové shromáždění, aby přijalo jeho legislativu.  Na popud Marka Aemilia Scaura, principa senátu, schválil senát senatus consultum ultimum; Marius shromáždil ozbrojené oddíly a pak s mimi pochodoval na Kapitol. Saturninus se i se svými spojenci vzdal, ale poté, co byl zadržován v budově senátu, byl s nimi zlynčován davem. Přibližně ve stejnou dobu byl Glaucia pravděpodobně zabit poté, co byl odvlečen z domu jistého Claudia. Případně mohl setrvávat se Saturninem na Kapitolu, kde byl zabit krátce poté, co Mariovy oddílu dobyly vrch.